# Jamie Uys
Jacobus Johannes Uys (30 de maio de 1921 - 29 de janeiro de 1996), mais conhecido como Jamie Uys, foi um cineasta da África do Sul.
Jamie dirigiu 24 filmes no total, incluindo:
- 1965 - Dingaka
- 1967 - The Professor and the Beauty Queen
- 1969 - Lost in the Desert
- 1974 - Animals Are Beautiful People
- 1976 - Funny People
- 1980 - The Gods Must Be Crazy
- 1983 - Funny People II
- 1989 - The Gods Must Be Crazy II